# 米子市立尚徳小学校
米子市立尚徳小学校（よなごしりつ しょうとくしょうがっこう）は、鳥取県米子市榎原にある公立小学校。

## 沿革
旧尚徳小学校（旧）
- 1890年（明治23年）7月21日 - 会見郡第十一尋常小学校区尚徳尋常小学校を設立。
- 1891年（明治24年）6月2日 - 新校舎へ移転。
- 1907年（明治40年）9月 - 尚徳尋常高等小学校発足。
- 1941年（昭和16年）4月1日 - 尚徳国民学校と改称。
- 1947年（昭和22年）4月1日 - 尚徳村立尚徳小学校と改称。
- 1953年（昭和28年）10月1日 - 米子市に編入され、米子市立尚徳小学校と改称。
- 1966年（昭和41年）3月31日 - 統合により閉校。
- 1966年（昭和41年）4月1日 - 五千石小学校と統合し日新小学校開校。

新尚徳小学校（分離後）
- 1987年（昭和62年）4月4日 - 日新小学校から分離し新しく開校する。
- 2005年（平成17年）4月1日 - 日新小学校を統合。

## 通学区域
- 青木、榎原、大袋、兼久、上安曇、下安曇、永江、別所[3]

## 進学先中学校
- 米子市立尚徳中学校

## 校区内の主な施設
- 青木遺跡
- 認定こども園ベアーズ

## 交通
- 日ノ丸バス
  - 岩屋谷線・御内谷線・榎原米子高校線「茶屋」より約300 m